# Liste der Stolpersteine in Wilster
Die Liste der Stolpersteine in Wilster enthält alle Stolpersteine, die im Rahmen des gleichnamigen Kunst-Projekts von Gunter Demnig in der Stadt Wilster verlegt wurden. Mit ihnen soll an Opfer des Nationalsozialismus erinnert werden, die in der Gemeinde lebten und wirkten. Sie liegen im Regelfall vor dem letzten selbst gewählten Wohnsitz des Opfers.
Alle Stolpersteine wurden am 14. Oktober 2020 verlegt. Da die Häuser, in denen die Personen, für die die Stolpersteine verlegt wurden, lebten, nicht mehr existieren, wurden die Steine vor dem Alten Rathaus verlegt.

## Verlegte Stolpersteine
| Stolperstein | Inschrift | Verlegeort      | Name, Leben |
| ------------ | --- | --------------- | --- |
|              | AM AUDEICH WOHNTE HEINRICH BIELENBERG JG. 1891 ZEUGE JEHOVAS SEIT 1933 MEHRMALS VERHAFTET SONDERGERICHT ALTONA MEHRERE GEFÄNGNISSE ERMORDET 24.2.1940 SACHSENHAUSEN | Op de Göten 8 · | Heinrich Bielenberg und Tine Bielenberg wurden als Zeugen Jehovas verfolgt. Tine Bielenberg überlebte, weil sie sich unter Zwang von ihrem Glauben löste. |
|              | AM AUDEICH WOHNTE TINE BIELENBERG GEB. POSCHADEL JG. 1897 ZEUGIN JEHOVAS SEIT 1933 MEHRMALS VERHAFTET SONDERGERICHT ALTONA GEFÄNGNIS FUHLSBÜTTEL ENTLASSEN MAI 1938 | Op de Göten 8 · | Tine Bielenberg und Heinrich Bielenberg wurden als Zeugen Jehovas verfolgt. Tine Bielenberg überlebte, weil sie sich unter Zwang von ihrem Glauben löste. |
|              | IN STATDFELD WOHNTE HEINRICH KRÜTZER JG. 1909 OPFER DER NS-JUSTIZ VERHAFTET 1933 GEFÄNGNIS FUHLSBÜTTEL 1937 SACHSENHAUSEN TOT 28.3.1941 BEIM BOMBENRÄUMEN           | Op de Göten 8 · | Heinrich Otto Krützer wurde am 7. Juni 1909 in Wilster geboren. Er war Seemann und Mitglied der Roten Marine, einer Sektion des deutschen Roten Frontkämpferbundes (RFB), der paramilitärischen Kampforganisation der KPD. Krützer wurde zu einem Opfer der NS-Justiz. Es wurden ihm unbewiesen Beteiligung an Brandstiftung und Körperverletzung vorgeworfen. 1933 wurde er verhaftet und war danach im Gefängnis Fuhlsbüttel interniert. 1937 wurde er in das KZ Sachsenhausen überstellt. Heinrich Krützer kam am 28. März 1941 bei Bombenräumungsarbeiten um. |
|              | IN DER HAACKSTR. 15 WOHNTE HANS PROX JG. 1892 GEGNER DER NS-DIKTATUR VERHAFTET 1944 'AKTION GITTER' 1944 NEUENGAMME ERMORDET 13.2.1945                              | Op de Göten 8 · | Hans Prox war Mitglied der SPD. |